# Bahnhof Brescia
Der Bahnhof Brescia (italienisch: Stazione di Brescia) ist der Bahnhof der norditalienischen Stadt Brescia. Er wird von der Rete Ferroviaria Italiana (RFI), einer Organisationseinheit der Ferrovie dello Stato, betrieben. Von 2001 bis 2018 lag die Vermarktung und Vermietung der Ladenflächen in Hand der Gesellschaft Centostazioni.
Der Bahnhof liegt an der Bahnstrecke Milano–Venezia und ist Ausgangspunkt der Strecken Lecco–Brescia, Parma–Brescia, Brescia–Cremona und Brescia–Iseo. Alle die Strecken, außer der von Ferrovienord betriebenen Brescia–Iseo, wurden von RFI betrieben.
Der Bahnhof befindet sich südlich des Stadtzentrums und verfügt insgesamt über zehn Bahnsteiggleise, von denen drei westlich des Empfangsgebäudes liegen und für die Züge nach Iseo und Edolo reserviert sind. Der Bahnhof ist weiters mit umfangreichen Gleisanlagen für den Güterverkehr ausgestattet. Das Empfangsgebäude wurde in neuromanischen Stil gebaut.
Der Bahnhof wurde am 22. April 1854 zusammen mit dem Streckenteil Verona–Coccaglio eröffnet. Später kamen die andere Strecken dazu.

## Verkehr

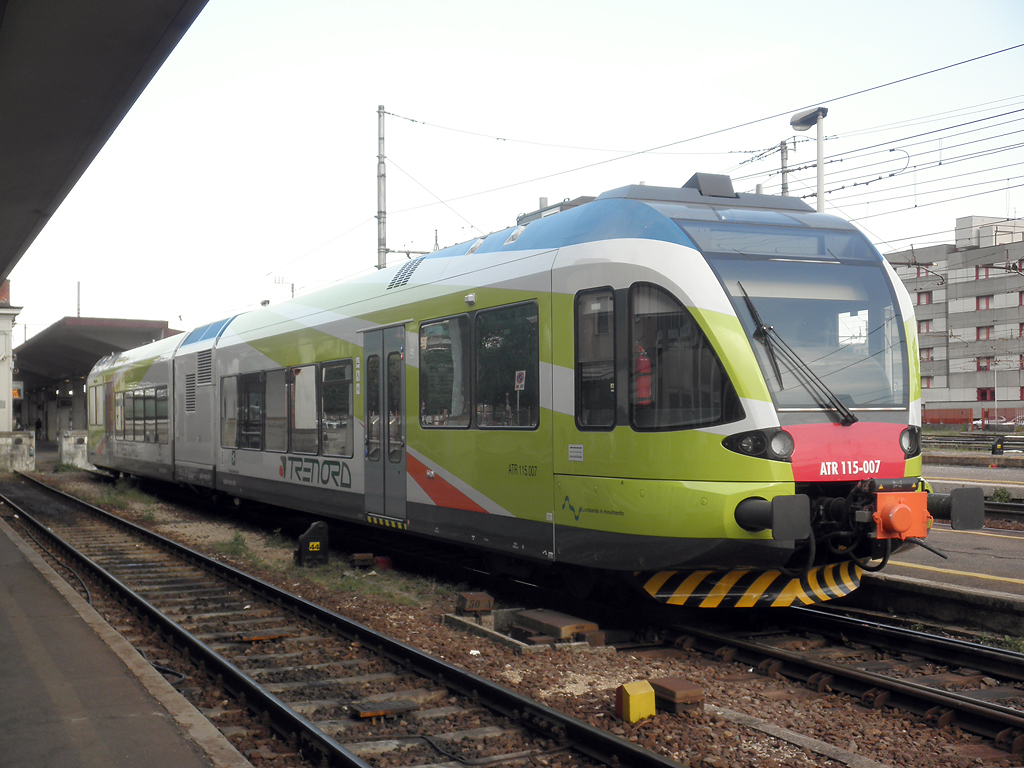
Regionalzug im Bahnhof von Brescia

In Brescia halten insgesamt sieben Nahverkehrslinien, über die unter anderem ein direkter Anschluss an die norditalienischen Großstädte Mailand, Verona und Parma besteht.
| Linie | Verlauf |
| ----- | --- |
| RE 3  | Edolo – Malonno – Cedegolo – Capo di Ponte – Breno – Boario Terme – Darfo-Corna – Pisogne – Marone-Zone – Sale Marasino – Sulzano – Iseo – Bornato-Calino – Brescia |
| RE 6  | Milano Centrale – Milano Lambrate – Pioltello-Limito – Treviglio – Romano – Chiari – Rovato – Brescia – Desenzano del Garda-Sirmione – Peschiera del Garda – Verona Porta Nuova |
| R 1   | Bergamo – Seriate – Albano Sant’Alessandro – Montello-Gorlago – Chiuduno – Grumello del Monte – Palazzolo sull’Oglio – Cologne – Coccaglio – Rovato – Ospitaletto-Travagliato – Brescia |
| R 3   | Breno – Cividate Malegno – Cogno-Esine – Pian di Borno – Boario Terme – Darfo-Corna – Piancamuno-Gratacasolo – Pisogne – Toline – Vello – Marone-Zone – Sale Marasino – Sulzano – Pilzone – Iseo – Provaglio-Timoline – Borgonato-Adro – Bornato-Calino – Passirano – Paderno – Castegnato – Borgo San Giovanni – Brescia |
| R 4   | Milano Greco Pirelli – Milano Lambrate – Pioltello-Limito – Treviglio – Vidalengo – Morengo-Bariano – Romano – Calcio – Chiari – Rovato – Ospitaletto-Travagliato – Brescia |
| R 5   | Brescia – San Zeno-Folzano – Bagnolo Mella – Manerbio – Verolanuova – Robecco-Pontevico – Olmeneta – Cremona |
| R 8   | Brescia – San Zeno-Folzano – Montirone – Ghedi – Viadana Bresciana – Calvisano – Visano – Remedello Sopra – Remedello Sotto – Asola – Canneto sull’Oglio – Piadena – San Giovanni in Croce – Casalmaggiore – Mezzani-Rondani – Colorno – Torrile-San Polo – Parma                                                         |

Der Bahnhof wird auch von der Metropolitana di Brescia erschlossen und soll auch eine Haltestelle an der in Bau befindlichen der Straßenbahn Brescia erhalten.